# Conflicto por los asilados bolivianos
El conflicto por los asilados bolivianos se refiere a la crisis diplomática entre el gobierno de transición de Bolivia liderado por Jeanine Áñez con diversos países por la decisión de estos últimos a brindar asilo político a varios funcionarios de la administración del expresidente Morales, entre los cuales se incluye él mismo.
La complicada situación inició con el ofrecimiento de asilo político por parte de México a Morales y miembros de su gobierno el 11 de noviembre de 2019, dicha administración no había finalizado su mandato por las protestas de ese mismo mes por fraude electoral por parte del MAS en las elecciones generales del 20 de octubre del mismo año. Por línea constitucional Jeanine Áñez se proclamó presidente de Bolivia y tomó marcadas distancias de su antecesor.

## Fondo
Posterior a la renuncia y posterior asilo de Morales, diversos países de la esfera socialista y de tendencia izquierdista tomaron partido por el entonces expresidente, siendo de todos ellos México el que ofreció asilo político a todo el gabinete saliente, Paraguay también expresó «predisposición» al expresidente de otorgarle asilo.

## Descripción

#### Avión enviado por México para llevarse a Morales
El avión de la Fuerza Aérea Mexicana llegó el 11 de noviembre a las 10:00 a. m. (GMT) al Aeropuerto Internacional Jorge Chávez en Lima, Perú, para dirigirse rumbo a Bolivia, el vehículo aéreo espero un momento hasta poder conseguir un permiso de entrada al país altoandino, hasta lograrlo, a Morales y un pequeño grupo personal se embarcaron en el Aeropuerto Internacional de Chimore en Cochabamba a las 1:30 p. m. y salieron hacia México, pero tuvieron que hacer escala en Paraguay para llenar combustible a las 7:35 p. m. y finalmente llegaron a México a las 11: p. m.
El canciller de México Marcelo Ebrard detalló que al momento de la vuelta de América del Sur a México, el gobierno de Perú ya no le otorgó permiso para retornar por su espacio aéreo, por lo cual tuvieron que pedirle permiso a Brasil, este país también le habían negado en un principio pero posteriormente cedió a que volarán cerca de la frontera peruano-brasileña para pasar por Ecuador y salir a aguas internacionales.
Morales y dos miembros del gabinete una vez en México, brindaron entrevistas y agradecieron al gobierno mexicano.
El 12 de diciembre del 2019, se traslada para Argentina en calidad de asilado político. Así lo dejó claro el canciller argentino  Felipe Solá al comunicar que «(vino) para quedarse y se quedará como refugiado».

#### Postura del gobierno de transición boliviano
Bolivia pidió que Evo Morales no haga declaraciones políticas sobre la situación interna, además Jorge Quiroga, expresidente de Bolivia y delegado presidencial del nuevo gobierno desde el 2 de diciembre de 2019, afirmó que México con su intromisión viola su Doctrina Estrada, que había sido declarado política de Estado por parte de Andrés Manuel López Obrador, el mismo Quiroga calificó duramente a López de «cínico, sinvergüenza, matoncito y contradictorio». Quiroga renunció voluntariamente al cargo de delegado posterior a su declaración el 8 de enero de 2020.
El 8 de enero de 2020 detienen a María Palacios, una exfuncionaria del ministerio de Gobierno de Juan Ramón Quintana, por intentar pasar 100.000 dólares en efectivo a Argentina, Palacios dijo que era para pagar sueldos y viáticos a trabajadores de la empresa estatal venezolana Petróleos de Venezuela (PDVSA), para el gobierno de transición boliviano el verdadero motivo del dinero era para financiar actividades políticas de Morales en Argentina. Ese mismo día el gobierno de Jeanine Áñez allanó las oficinas de PDVSA en La Paz. Paralelamente el ministro de Gobierno Arturo Murillo expresó, con esposas en una de sus manos, que esta esperando «a Morales en Bolivia por terrorista» y trasladarlo a la Cárcel de San Pedro.
El 9 de enero de 2020, el Gobierno Boliviano pidió a la Interpol activar «detención internacional» contra el asilado político  Morales por las denuncias de sedición y terrorismo.

### Asilo en la embajada de México en La Paz
Inicialmente, desde el 10 de noviembre de 2019 se encontraban refugiados dentro de la embajada mexicana en La Paz, más de 30 exautoridades pertenecientes al gobierno de Morales. 
En diciembre de 2020 el gobierno de Jeanine Añez concedió salvoconducto al exministro de Economía, Luis Arce Catacora, quien viaja a México y más tarde a Argentina a encontrarse con Evo Morales Ayma.
En enero de 2020, el Gobierno de Jeanine Añez decidió conceder salvoconducto solamente a dos asilados (Cesar Navarro y Pedro Damián Dorado). Quedan finalmente siete exautoridades del gobierno de Evo Morales asiladas en la residencia de la embajada de México por un año.
Durante este tiempo la residencia de la embajada de México fue víctima de asedio por parte de la policía boliviana, con más de 40 efectivos rodeando la vivienda diplomática las 24 horas del día. En este mismo sentido, el embajador Edmundo Font, fue víctima de persecución por parte de agentes de inteligencia durante meses.
| Asilados bolivianos                                                                                         |
| --- |
| Juan Ramón Quintana Taborga (ex Ministro de la Presidencia de Bolivia)                                      |
| Javier Eduardo Zavaleta López (ex Ministro de Defensa de Bolivia)                                           |
| Héctor Arcé Zaconeta (ex Ministro de Justicia y Transparencia de Bolivia)                                   |
| César Navarro Miranda (ex Ministro de Minería y Metalurgia de Bolivia)                                      |
| Wilma Alanoca Mamani (ex Ministra de Culturas y Turismo de Bolivia)                                         |
| Hugo Moldiz Mercado (ex Ministro de Gobierno de Bolivia)                                                    |
| Victor Hugo Vásquez (ex Gobernador del Departamento de Oruro)                                               |
| Pedro Damián Dorado (ex Viceministro de Desarrollo Rural y Tierras de Bolivia)                              |
| Nicolás Laguna (Director de la Agencia de Gobierno Electrónico y Tecnologías de Información y Comunicación) |

#### Incidente del 27 de diciembre de 2019
El 27 de diciembre de 2019, un grupo de diplomáticos españoles y miembros del Grupo Especial de Operaciones intentó ingresar a la embajada mexicana, el gobierno de transición denunció esta acción argumentando una «violación de su soberanía», lo que ocasionó que la presidenta Jeanine Áñez ordene expulsar a varios delegados españoles y mexicanos.

## Situación de los hijos de Morales
El 23 de noviembre de 2019, Evaliz y Álvaro, ambos hijos de Morales, llegaron a Argentina como visitantes y no como asilados políticos; por el contrario, Arturo Murillo, ministro de Gobierno, publicó que el gobierno brindó «seguridad» a ambos durante su salida de Bolivia por orden de Jeanine Áñez, Murillo expresó que «los hijos no responden por los crímenes de los padres».